# Fado, História de uma Cantadeira
Fado, História de uma Cantadeira é uma longa-metragem portuguesa de ficção, realizada por Perdigão Queiroga, no ano de 1947.

## Sinopse
Conta a história do percurso de uma fadista humilde cujo namorado, um carpinteiro, é o seu acompanhante guitarrista. Ela torna-se famosa, rica e sai do seu bairro. Quando ele se afasta, ela regressa e reconciliam-se. O enredo sentimental, a excelente montagem e os fados cantados por Amália fizeram deste filme um dos maiores sucessos de bilheteira.

## Ficha Técnica
- Realizador: Perdigão Queiroga
- Género: Drama, Romance, Musical
- Ano: 1948
- Data da Estreia: 16-12-1948
- Duração: 110m | M6

### Elenco
- Virgílio Teixeira
- Vasco Santana
- Erico Braga
- Amália Rodrigues
- João Nazaret
- Henrique Santana
- Tony D’Algy
- Pestana Amorim
- Emilio Correia
- Alda de Aguiar
- Raul de Carvalho
- Reginaldo Duarte
- Eugénio Salvador

## Curiosidades
- Foi o primeiro filme português a ser exibido na televisão (RTP), em 13 de Março de 1957, pelas 21h33, três minutos a seguir à abertura da emissão, com um intervalo às 22 horas, para a transmissão do noticiário, de 25 minutos, sendo retomado o respectivo filme até às 23 e 25, hora em que se transmitiam as últimas notícias, e o fim da emissão, às 23 e 30.[1]